# Rhizomatophora aegopodioides
Rhizomatophora aegopodioides är en växtart i släktet Rhizomatophora och familjen flockblommiga växter. Den beskrevs först av Pierre Edmond Boissier, och fick sitt nu gällande namn av Pimenov.
Arten är perenn och förekommer i södra Italien, på Balkan, i norra Turkiet och i västra Kaukasus.